# Контрисон
Контрисон (фр. Contrisson) насеље је и општина у североисточној Француској у региону Лорена, у департману Меза која припада префектури Бар ле Дик.
По подацима из 2011. године у општини је живело 753 становника, а густина насељености је износила 63,71 становника/km². Општина се простире на површини од 11,82 km². Налази се на средњој надморској висини од 150 метара (максималној 181 m, а минималној 130 m).

## Демографија
| 1962. | 1968. | 1975. | 1982. | 1990. | 1999. | 2011. |
| ----- | ----- | ----- | ----- | ----- | ----- | ----- |
| 311   | 414   | 472   | 658   | 698   | 685   | 753   |

График промене броја становника у току последњих година